# Pocilloporidae
Die Pocilloporidae sind eine Familie der Steinkorallen (Scleractinia). Wie die meisten anderen Steinkorallen leben die meisten Pocilloporidae in einer symbiotischen Beziehung mit kleinen Algen (Zooxanthellen), die die Korallen mit Nährstoffen versorgen. Die nahe verwandten Gattungen Pocillopoa, Seriatopora und Stylophora leben in den Riffen im flachen Wasser und bilden kleine buschförmige Kolonien. Sie werden von erfahrenen Aquarianern wegen ihrer Farbigkeit gerne in Meerwasseraquarien gehalten.

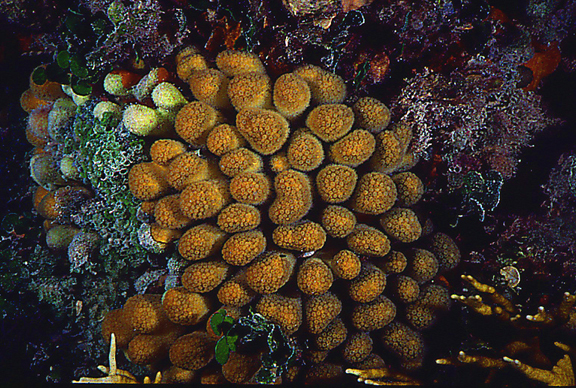
Madracis mirabilis

Die Gattung Madracis enthält viele Arten, die in tiefem Wasser leben, ohne Symbiose mit Zooxanthellen.

## Gattungen
- Madracis Milne-Edwards et Haime, 1849
- Pocillopora Lamarck, 1816
- Seriatopora Lamarck, 1816
- Stylophora Schweigger, 1819